# 名島本線料金所
名島本線料金所（なじまほんせんりょうきんじょ）は、福岡県福岡市東区にある福岡高速道路1号香椎線の本線料金所である。
香椎東・香椎・香椎浜・アイランドシティ・名島から来た車は、当料金所で都市高速の料金を支払う。
かつて領収書に捺印されていたスタンプには「名島集約料金所」と記載されていた（現在は「名島」の刻印を印字した領収書が発行される・ETC利用証明書も同様）。

## 路線
- 福岡高速1号香椎線

## 料金所施設

### 福岡IC・太宰府IC・天神北方面
- ブース数：6
  - ETC専用：2
  - 一般：2
  - 閉鎖中：2

開設当初はブース数は4つであったが、交通量の増大もあって2ブースを増設した。画像にある路面の継ぎ目部分の左側が増設箇所である。その後、ETCの普及などの要因もあり、増設部分のブースを閉鎖。現在は開設当初の4ブースで運用している。

## 隣
福岡高速1号香椎線
(104)名島出入口 -　名島料金所　- 貝塚JCT